# Campeonato de Primera División B 1980 (Argentina)
El Campeonato de Primera División B 1980 fue la cuadragésima séptima temporada de la categoría, por entonces la segunda división del fútbol argentino. Se incorporaron para el torneo Atlanta, Chacarita y Gimnasia La Plata, descendidos de Primera División, y Club Deportivo Español campeón de la Primera C.
El campeón fue el Sarmiento de Junín, que fue el único equipo en conseguir el ascenso, ya que solo el primer clasificado en la tabla de posiciones obtenía dicho mérito. Chacarita Juniors descendió a la Primera C por primera vez en su historia, lo que significó su segundo descenso consecutivo luego de perder la categoría el año anterior.

## Ascensos y descensos
| Pos. | Ascendidos a Primera División 1980 |
| ---- | ---------------------------------- |
| 1°   | Tigre                              |

| Pos. | Descendidos de Primera División 1979 |
| ---- | ------------------------------------ |
| 2°   | Gimnasia y Esgrima La Plata          |
| 3°   | Chacarita Juniors                    |
| 4°   | Atlanta                              |

| Pos. | Descendidos a Primera División C 1980 |
| ---- | ------------------------------------- |
| 18°  | Flandria                              |

| Pos. | Ascendidos de Primera División C 1979 |
| ---- | ------------------------------------- |
| 1°   | Deportivo Español                     |

## Sistema de disputa
Se disputó un torneo de 38 fechas, en el cual se disputaron partidos todos contra todos, ida y vuelta. El equipo con más puntos totales ascendía directamente, mientras que Descendía el equipo ubicado en la última ubicación de la tabla general.

## Equipos
| Equipo                 | Ciudad               |
| ---------------------- | -------------------- |
| Almagro                | José Ingenieros      |
| Almirante Brown        | Isidro Casanova      |
| Argentino (Q)          | Quilmes              |
| Arsenal de Sarandí     | Sarandí              |
| Atlanta                | Buenos Aires         |
| Banfield               | Banfield             |
| Chacarita Juniors      | Villa Maipú          |
| Defensores de Belgrano | Buenos Aires         |
| Deportivo Armenio      | Ingeniero Maschwitz  |
| Deportivo Español      | Buenos Aires         |
| Deportivo Italiano     | Ciudad Evita         |
| El Porvenir            | Gerli                |
| Estudiantes (BA)       | Caseros              |
| Gimnasia (LP)          | La Plata             |
| Los Andes              | Lomas de Zamora      |
| Nueva Chicago          | Buenos Aires         |
| Sarmiento de Junín     | Junín                |
| Talleres (RdE)         | Remedios de Escalada |
| Temperley              | Temperley            |
| Villa Dálmine          | Campana              |

## Tabla de posiciones
| Pos | Equipo                 | Pts | PJ | PG | PE | PP | GF | GC | Dif |
| --- | ---------------------- | --- | -- | -- | -- | -- | -- | -- | --- |
| 1º  | Sarmiento de Junín     | 54  | 38 | 24 | 6  | 8  | 51 | 30 | 21  |
| 2º  | Atlanta                | 52  | 38 | 20 | 12 | 6  | 54 | 31 | 23  |
| 3º  | Nueva Chicago          | 50  | 38 | 17 | 16 | 5  | 57 | 30 | 27  |
| 4º  | Gimnasia (LP)          | 46  | 38 | 19 | 8  | 11 | 55 | 42 | 13  |
| 5º  | Estudiantes (BA)       | 46  | 38 | 18 | 10 | 10 | 56 | 46 | 10  |
| 6º  | Los Andes              | 40  | 38 | 13 | 14 | 11 | 50 | 41 | 9   |
| 7º  | Almagro                | 40  | 38 | 13 | 14 | 11 | 50 | 45 | 5   |
| 8º  | Defensores de Belgrano | 38  | 38 | 12 | 14 | 12 | 44 | 41 | 3   |
| 9º  | Villa Dálmine          | 37  | 38 | 13 | 11 | 14 | 48 | 47 | 1   |
| 10º | Temperley              | 37  | 38 | 12 | 13 | 13 | 43 | 45 | -2  |
| 11º | Deportivo Italiano     | 34  | 38 | 9  | 16 | 13 | 42 | 48 | -6  |
| 12º | Almirante Brown        | 34  | 38 | 10 | 14 | 14 | 28 | 40 | -12 |
| 13º | Deportivo Español      | 33  | 38 | 11 | 11 | 16 | 46 | 50 | -4  |
| 14º | Arsenal de Sarandí     | 33  | 38 | 8  | 17 | 13 | 48 | 54 | -6  |
| 15º | Argentino (Q)          | 32  | 38 | 10 | 12 | 16 | 48 | 60 | -12 |
| 16º | Banfield               | 31  | 38 | 8  | 15 | 15 | 49 | 55 | -6  |
| 17º | Talleres (RdE)         | 31  | 38 | 10 | 11 | 17 | 33 | 42 | -9  |
| 18º | El Porvenir            | 31  | 38 | 10 | 11 | 17 | 34 | 53 | -19 |
| 19º | Deportivo Armenio      | 31  | 38 | 6  | 19 | 13 | 44 | 67 | -23 |
| 20º | Chacarita Juniors      | 30  | 38 | 7  | 16 | 15 | 32 | 45 | -13 |

|  | Campeón. Ascendió a Primera División. |
|  |                                       |
|  | Descendió a la Primera C              |